# PEMEX
PEMEX este o companie mexicană petrolieră cu o cifră de afaceri de 98 miliarde $ în 2006.